# Paul Reiche III
Pour les articles homonymes, voir Reiche.
Paul Reiche est connu pour être le cocréateur avec Fred Ford de l'univers de Star Control. Ford était chargé de la programmation alors que Paul Reiche III de l'histoire et de la conception du jeu.
Avant Star Control, Paul Reiche a aussi travaillé sur les jeux vidéo  Mail Order Monsters, la série Archon et la série Starflight.
Il est président de l'entreprise Toys for Bob.

## Ludographie
- Pandemonium (1997, Lead Designer, effets sonores et écriture)

Skylanders Spyro's Adventure